# Gallagher-Iba Arena
La Gallagher-Iba Arena est une salle de basket-ball situé à Stillwater, Oklahoma. Les locataires sont les Cowboys d'Oklahoma State.